# 萬弘寺 (大分市)
萬弘寺（まんこうじ）は、大分県大分市坂ノ市にある臨済宗妙心寺派の寺院である。山号は廣徳山。現存する中では大分県下で最も古い寺であり、毎年5月に開かれる萬弘寺の市で知られる。

## 沿革
寺伝によれば、用明天皇元年10月に、皇子であった用明天皇が密かに九州を巡幸した際、当地にて難病を患った。そこで、豊国法師が薬師如来像を彫って加持祈祷を行うと、皇子の病状は回復し、無事に都に戻って皇位を継承し天皇となった。萬弘寺はこの際に病気平癒の祈願所として創建されたといわれる。その後、聖徳太子が、父である用明天皇の供養のために596年から8年にわたって萬弘寺に7つの堂から成る大伽藍を建立したという。萬弘寺の門前には市が開かれ、7世紀中には既に定期市としての体裁を成していたとされる。
その後の戦乱や災害によって荒廃したが、創建当時と宗派は異なるものの近代になって再建された。現在の本堂は1966年（昭和41年）に建立されたもので、その後、庫裏、薬師堂等が1975年（昭和50年）までに整い、現在の姿となった。
市も、年1回の祭事として、本尊である如意輪観世音菩薩の縁日にあたる5月18日から1週間にわたって行われるようになった。
かつては寺周辺に「門前」「古屋敷」「寺の跡」「寺の背」「本願寺」「中の島」等の地名が継がれていたようだが、現存しない。

## 交通
- JR日豊本線坂ノ市駅より徒歩10分[1]
- 東九州自動車道大分宮河内ICより車で10分